# Paul Gore
Paul Gore sau Pavel (n. 27 iulie 1875, Chișinău – d. 8 decembrie 1927) a fost un istoric român basarabean, prozator și publicist, membru de onoare (1919) al Academiei Române, președinte al Partidului Național Moldovenesc. „Om foarte cult, poseda o vastă bibliotecă și cunoștea amănunțit istoria Basarabiei”.
A absolvit liceul în Nikolaev, regiunea Herson (1895), iar apoi Facultatea de Drept a Universității din Sankt Petersburg (1901). În 1905 ajunge judecător de pace în ținutul Orhei și în același an devine președinte al comitetului de redacție al Societății Moldovenești. În 1909 devine director sanitar și director al Muzeului Național din Chișinău, unde va activa până în 1918. În 1910 este ales deputat al nobilimii și vicepreședinte al zemstvei guberniale (zemstvă = formă de autoguvernare locală). Din această calitate, Paul Gore va cere la tribună în 1912 introducerea limbii române în școli.
În timpul Primului Război Mondial a fost director general al Crucii Roșii pentru Basarabia. În 1917 devine președinte al comisiei școlare moldovenești, nou creată; pe 20 martie — președinte al Partidului Național Moldovenesc, iar pe 16 mai — al Societății Culturale Moldovenești. În toată această perioadă a îndeplinit funcția de locțiitor al comisarului Basarabiei, C. A. Mimi. A fost cel dintâi locuitor din Chișinău care a arborat drapelul României la reședința sa. La 7 iunie 1919 a fost ales membru onorific al Academiei Române. A fost autorul lucrărilor Plebiscitul în Basarabia (1919), Populația Basarabiei pe naționalități după izvoarele oficiale rusești (în colaborare cu P. Cazacu) (1920), Autoadministrația și Zemstva (1920), Basarabia (1926). Fiind pe fronturile primului război mondial din partea Crucii Roșii, scrie amintirile Flămânzii, Fragment, Abisul, Rătăciri (Episod de război: Rușii la Grozești), Moș Vrânceanu,, Subt impresia focului.
În cadrul României Mari desfășoară o vastă activitate, el devenind: președinte al Comisiei Monumentelor Istorice Basarabene (1919), al Ligii Culturale, secția Chișinău (1920), membru al comitetului de conducere al Societății Române de Numismatică (1921), al comitetului Societății Regale Române de Geografie (1921), membru de onoare al Societății Istorico-Arheologice Bisericești din Chișinău (1921), membru al Ateneului român (1923), al Societății Renașterea Română, al Fundației Principele Carol ș.a.m.d..
A fost înmormântat în cimitirul bisericii Sf. Ilie din Chișinău, care mai târziu a fost demolată.
Sever Zotta îl considera un „nobil fără trufie, boier mândru dar drept, cărturar înțelept și modest, om bun și milostiv, prieten sincer și credincios, creștin evlavios și monarhist mistic, o rară manifestare a geniului rasei noastre și ultimul cavaler al Basarabiei”.

## Contribuțiile în domeniul heraldicii și al vexilologiei
Paul Gore avea la activ studii amănunțite asupra științei și artei blazonului, cunoștințele sale recomandându-l pentru numirea lui ca membru al Consiliului Heraldic al Franței, al Convenției Internaționale de Heraldică din Londra, al Societății Elvețiene de Heraldică, al asociațiilor Adler din Viena, Herold din Berlin, Sanct Michel din Bamberg, ca membru corespondent al Academiei Heraldice din Madrid etc. Gheorghe Bezviconi mărturisea că „Pavel Gore a fost primul, dar și ultimul cavaler al Basarabiei. Prin studierea trecutului a ajuns la o concepție medievală și înălțătoare a ideii cavalerismului, a neamului și a blazonului. Astfel, el a devenit unicul heraldic al Basarabiei, chiar al României întregi”.

Drapelul Republicii Democratice Moldovenești pe care se află și stema acesteia

În condițiile înființării Partidului Național Moldovenesc la Chișinău, pe 3 aprilie 1917, Paul Gore (în calitate de președinte) redactează un studiu în limba rusă intitulat „Culorile naționale ale românilor din Basarabia” (rămas în manuscris). Acesta își propune să demonstreze că basarabenii trebuie să utilizeze în mod firesc tricolorul românesc:
„E nevoie de o anumită stimă față de trecutul național și doar de puțin curaj pentru a-ți apăra drepturile naționale legale. Nu insist de loc ca drapelul nostru național compus din trei fâșii colorate albastru galben și roșu să aibă aceste fâșii aranjate vertical. Fie ca aceste fâșii în ordinea indicată să fie orizontale. Dar culorile și consecutivitatea lor trebuie să le păstrăm, mai ales, că toate aceste trei culori sunt și în Stema Basarabiei, care reprezintă, dacă eliminăm bordura din culorile Imperiului, stema antică exactă a Principatului Moldovei și, se știe că, drapelele trebuie alcătuite conform regulilor exacte ale heraldicii, potrivit culorilor câmpului și emblemelor stemelor corespunzătoare.”
Din această perspectivă, heraldistul Silviu Andrieș-Tabac îl consideră pe Gore drept autor moral al stemei și drapelului Republicii Democratice Moldovenești, în principal datorită faptului că „Paul Gore avea posibilitatea reală să influențeze opinia elitei revoluționare și cea publică. [...] Numai un heraldist profesionist de talia lui putea să găsească o formulă care să exprime în limbaj heraldic eliberarea provinciei moldovenești [...] de sub dominația împăraților Romanov și, totodată, să știe (și știa) cum a fost stema veche a Principatului Moldovei.” .
În 1922 este constituită Comisia Consultativă Heraldică, sub președinția lui Dimitrie Onciul. Paul Gore se va găsi printre primii membri ai acesteia, calitate în care sugerează modele multiple pentru stema României Mari. Armele adoptate au pornit de la o idee a sa. Însă tot în 1922, Gore este numit director al muzeului și președinte al Comisiei Arhivelor Statului din Chișinău, fapt care îl va obliga să lipsească la multe ședințe ale Comisiei Consultative Heraldice. Urmând morții sale, în 1928 Comisia este completată prin numirea lui George D. Florescu.

## Opera

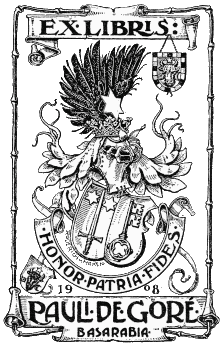
Ex libris din 1908 al lui Paul Gore

- Însemnare despre cei de una credință din Basarabia (1908);
- Drepturile mazililor (1911);
- Albumul de ornamente de covoare moldovenești (1912);
- Plebiscitul din Basarabia (1919);
- Autoadministrarea și Zemstva (1920);
- Crizantema de la frontieră, în Proză interbelică din Basarabia, îngr. și pref. Veronica Bâtcă, București,1996, 63-72

De asemenea, a redactat studii și articole în: Convorbiri literare, Revista istorică, Viața românească, Democrația, Revista Arhivelor, Basarabia.

### Pentru aprofundarea subiectului
- Sever de Zotta, Paul Gore, Chișinău, 1928.
- Gheorghe Bezviconi, Pavel Gore în „D. T. N.”, III, 1936, nr. 28-30 din ianuarie-martie; V, 1937, nr. 50 din noiembrie.
- Constantin Moisil, Comisia consultativă heraldică, în „Revista Arhivelor”, I, 1925, nr. 2.